# 斯捷齊夫卡 (茲韋尼戈羅德卡區)
48°59′43″N 31°9′12″E / 48.99528°N 31.15333°E
斯泰齊夫卡（烏克蘭語：Стецівка）是位於烏克蘭中部的村莊，由切爾卡瑟州茲韋尼霍羅德卡區的瓦圖蒂內市鎮負責管轄。該村始建於十六世紀，面積36.4平方公里，海拔高度141米，2009年人口1,747，人口密度每平方公里48人。